# Lliga de les Nacions de la UEFA 2022-23
La Lliga de Nacions de la UEFA 2022-2023 fou la tercera edició de la Lliga de les Nacions de la UEFA, una competició internacional de futbol en què participen les seleccions masculines de les 55 federacions membres de la UEFA. La competició se celebrà de juny a setembre de 2022 (fase de lliga), juny de 2023 (finals de la Lliga de Nacions) i març de 2024 (play-offs de descens).
Després de la seva victòria el 2021, els campions regnants, França no van poder defensar el seu títol a la final de 2023 després d'haver acabat tercers al seu grup.
La selecció espanyola va guanyar la final contra Croàcia, per 5-4 a la penals després d'un empat a 0 després de la pròrroga, aconseguint així el seu primer títol de la Lliga de Nacions de la UEFA.

## Format
Les 55 seleccions de la UEFA es dividiran en quatre lligues, amb les lligues A, B i C amb 16 equips cadascuna, dividides en quatre grups de quatre equips. La Lliga D comptarà amb 7 equips dividits en dos grups, un de quatre equips i l'altre de tres. Els equips s'assignen a lligues en funció de la classificació general de la UEFA Nations League. Cada equip jugarà sis partits dins del seu grup, excepte un grup de la Lliga D que en jugarà quatre, utilitzant el format d'anada i tornada al juny (jornades quàdruples) i setembre de 2022 (jornades dobles).
A la màxima divisió, la Lliga A, els equips competeixen per convertir-se en campions de la UEFA Nations League. Els quatre guanyadors del grup de la Lliga A es classifiquen per a la final de la Lliga de les Nacions el juny de 2023, que es juga en un format eliminatori, que consta de les semifinals, el play-off del tercer lloc i la final. Els emparellaments de semifinals, juntament amb els equips administratius locals per al play-off del tercer classificat i la final, es determinen mitjançant un sorteig. El país amfitrió serà seleccionat entre els quatre equips classificats pel Comitè Executiu de la UEFA, amb els guanyadors de la final coronats com a campions de la Lliga de les Nacions.
Els equips també competeixen per l'ascens i el descens a una lliga superior o inferior. A les Lligues B, C i D, els guanyadors del grup ascendeixen, mentre que els darrers classificats de cada grup de les Lligues A i B descendeixen. Com que la Lliga C té quatre grups, mentre que la Lliga D només en té dos, els dos equips de la Lliga C que descendiran es determinaran mitjançant els play-outs del març de 2024. Segons la classificació general de la Nations League dels quarts classificats, el primer -l'equip classificat s'enfrontarà al quart classificat, i el segon classificat s'enfrontarà al tercer classificat. Es jugaran dos empats en dos partits, amb l'equip de més alt rang acollirà el partit de tornada. L'equip que marca més gols en conjunt en els dos partits romandrà a la Lliga C, mentre que el perdedor baixarà a la Lliga D. Si el marcador global és igualat, es juga la pròrroga (no s'aplica la regla de gols fora de casa). Si el marcador es manté igual després de la pròrroga, s'utilitza una tanda de penals per decidir el guanyador.

## Calendari
| Fase             | Jornada                | Data                   |
| ---------------- | ---------------------- | ---------------------- |
| Fase de grups    | Jornada 1              | 2–4 de juny 2022       |
| Fase de grups    | Jornada 2              | 5–7 de juny 2022       |
| Fase de grups    | Jornada 3              | 9–11 de juny 2022      |
| Fase de grups    | Jornada 4              | 12–14 de juny 2022     |
| Fase de grups    | Jornada 5              | 22–24 de setembre 2022 |
| Fase de grups    | Jornada 6              | 25–27 de setembre 2022 |
| Fase final       | Semifinals             | 14–15 juny 2023        |
| Fase final       | Partit pel tercer lloc | 18 de juny 2023        |
| Fase final       | Final                  | 18 de juny 2023        |
| Play-off Lliga C | Anada                  | 21–23 de març 2024     |
| Play-off Lliga C | Tornada                | 24–26 de març 2024     |

## Equips participants

Divisió de les diferents nacions en les seves respectives lligues.
Lliga A
Lliga B
Lliga C
Lliga D
Ser determinat (Lliga C o D)

Les 55 seleccions de la UEFA participaran a la competició. Els equips que van acabar primers del seu grup a les Lligues A i B, així com els perdedors dels play-outs de descens de la Lliga C, a partir de la temporada 2020-21 descenderan una lliga, mentre que els guanyadors del grup de les Lligues B i C i D es mourà cap amunt. Els equips restants es quedaran a les seves respectives lligues.
A la llista d'accés 2022–23, la UEFA va classificar els equips basant-se en la classificació general de la Lliga de Nacions 2020–21, amb una lleugera modificació: els equips que van descendir la temporada anterior es van classificar immediatament per sota dels que van ascendir. Els pots de sembra per a la fase de lliga es van basar en la classificació de la llista d'accés. El Comitè Executiu de la UEFA va confirmar durant la seva reunió a Chisinau, Moldàvia, el 22 de setembre de 2021, els pots de classificació, el sorteig i els procediments de llista de partits.
| Lliga A (16 Equips) | Lliga A (16 Equips) | Lliga A (16 Equips)  | Lliga A (16 Equips) |
| ------------------- | ------------------- | -------------------- | ------------------- |
| França              | Espanya             | Itàlia               | Bèlgica             |
| Portugal            | Països Baixos       | Dinamarca            | Alemanya            |
| Anglaterra          | Polònia             | Suïssa               | Croàcia             |
| Gal·les             | Àustria             | Txèquia              | Hongria             |
| Lliga B (16 Equips) |                     |                      |                     |
| Ucraïna             | Suècia              | Bòsnia i Hercegovina | Islàndia            |
| Finlàndia           | Noruega             | Escòcia              | Rússia              |
| Israel              | Romania             | Sèrbia               | Irlanda             |
| Eslovènia           | Montenegro          | Albània              | Armènia             |
| Lliga C (16 Equips) |                     |                      |                     |
| Turquia             | Eslovàquia          | Bulgària             | Irlanda del Nord    |
| Grècia              | Belarús             | Luxemburg            | Macedònia           |
| Lituània            | Geòrgia             | Azerbaidjan          | Kosovo              |
| Kazakhstan          | Xipre               | Gibraltar            | Illes Fèroe         |
| Lliga D (7 Equips)  |                     |                      |                     |
| Moldàvia            | Estònia             | Liechtenstein        | Malta               |
| Letònia             | San Marino          | Andorra              |                     |

## Lliga A
Última actualització: 28 de setembre de 2022

### Grup A1
| Equip     | Pts | PJ | PG | PE | PP | GF | GC | DG |
| --------- | --- | -- | -- | -- | -- | -- | -- | -- |
| Croàcia   | 13  | 6  | 4  | 1  | 1  | 5  | 5  | 0  |
| Dinamarca | 12  | 6  | 4  | 0  | 2  | 7  | 5  | +2 |
| França    | 5   | 6  | 1  | 2  | 3  | 5  | 5  | 0  |
| Àustria   | 4   | 4  | 1  | 1  | 4  | 5  | 7  | -2 |

| Equip     |     |     |     |     |
| --------- | --- | --- | --- | --- |
| Croàcia   |     | 2-1 | 1-1 | 0-3 |
| Dinamarca | 0-1 |     | 2-0 | 2-0 |
| França    | 0-1 | 1-2 |     | 2-0 |
| Àustria   | 1-3 | 1-2 | 1-1 |     |

### Grup A2
| Equip    | Pts | PJ | PG | PE | PP | GF | GC | DG |
| -------- | --- | -- | -- | -- | -- | -- | -- | -- |
| Espanya  | 11  | 6  | 3  | 2  | 1  | 8  | 5  | +3 |
| Portugal | 10  | 6  | 3  | 1  | 2  | 11 | 3  | +8 |
| Suïssa   | 9   | 6  | 3  | 0  | 3  | 6  | 9  | -3 |
| Txèquia  | 4   | 6  | 1  | 1  | 4  | 5  | 13 | -8 |

| Equip    |     |     |     |     |
| -------- | --- | --- | --- | --- |
| Espanya  |     | 1-1 | 1-2 | 2-0 |
| Portugal | 0-1 |     | 4-0 | 2-0 |
| Suïssa   | 0-1 | 1-0 |     | 2-1 |
| Txèquia  | 2-2 | 0-4 | 2-1 |     |

### Grup A3
| Equip      | Pts | PJ | PG | PE | PP | GF | GC | DG |
| ---------- | --- | -- | -- | -- | -- | -- | -- | -- |
| Itàlia     | 11  | 6  | 3  | 2  | 1  | 8  | 7  | +1 |
| Hongria    | 10  | 6  | 3  | 1  | 2  | 8  | 5  | +3 |
| Alemanya   | 7   | 6  | 1  | 4  | 1  | 11 | 9  | +2 |
| Anglaterra | 3   | 6  | 0  | 3  | 3  | 4  | 10 | -6 |

| Equip      |     |     |     |     |
| ---------- | --- | --- | --- | --- |
| Itàlia     |     | 2-1 | 1-1 | 1-0 |
| Hongria    | 0-2 |     | 1-1 | 1-0 |
| Alemanya   | 5-2 | 0-1 |     | 1-1 |
| Anglaterra | 0-0 | 0-4 | 3-3 |     |

### Grup A4
| Equip         | Pts | PJ | PG | PE | PP | GF | GC | DG |
| ------------- | --- | -- | -- | -- | -- | -- | -- | -- |
| Països Baixos | 16  | 6  | 5  | 1  | 0  | 13 | 6  | +7 |
| Bèlgica       | 10  | 6  | 3  | 1  | 2  | 11 | 7  | +4 |
| Polònia       | 7   | 6  | 2  | 1  | 3  | 5  | 12 | -7 |
| Gal·les       | 1   | 6  | 0  | 1  | 5  | 6  | 10 | -4 |

| Equip         |     |     |     |     |
| ------------- | --- | --- | --- | --- |
| Països Baixos |     | 1-0 | 2-2 | 3-2 |
| Bèlgica       | 1-4 |     | 6-1 | 2-1 |
| Polònia       | 0-2 | 0-1 |     | 2-1 |
| Gal·les       | 1-2 | 1-1 | 0-1 |     |

Llegenda:
  Classificar per a la fase final.
  Descendit a la Lliga B de la UEFA Nations League 2024-25.

### Fase Final

#### Quadre
|  | Semifinals    | Semifinals |              |       | Final | Final |
|  |               |            |              |       |       |       |
|  | 14 de juny –  |            |              |       |       |       |
|  |               |            |              |       |       |       |
|  | Països Baixos | 2          |              |       |       |       |
|  | Països Baixos | 2          | 18 de juny – |       |       |       |
|  | Croàcia       | 4          |              |       |       |       |
|  | Croàcia       | 4          | Croàcia      | 0 (4) |       |       |
|  | 15 de juny –  |            | Croàcia      | 0 (4) |       |       |
|  |               | Espanya    | 0 (5)        |       |       |       |
|  | Espanya       | Espanya    | 0 (5)        | 2     |       |       |
|  | Espanya       |            |              | 2     |       |       |
|  | Itàlia        | 1          |              |       |       |       |
|  | Itàlia        | 1          | Tercer lloc  |       |       |       |
|  |               |            |              |       |       |       |
|  | 18 de juny –  |            |              |       |       |       |
|  |               |            |              |       |       |       |
|  | Països Baixos | 2          |              |       |       |       |
|  | Països Baixos | 2          |              |       |       |       |
|  | Itàlia        | 3          |              |       |       |       |

#### Semifinals
| Països Baixos        | 2–4 (pr.) | Croàcia                                                         |
| -------------------- | --------- | --------------------------------------------------------------- |
| Malen 34' Lang 90+6' | Informe   | Kramarić 55' (pen.) Pašalić 72' Petković 98' Modrić 116' (pen.) |

| Espanya            | 2–1     | Itàlia              |
| ------------------ | ------- | ------------------- |
| Pino 3' Joselu 88' | Informe | Immobile 11' (pen.) |

#### 3r lloc final
| Països Baixos              | 2–3     | Itàlia                             |
| -------------------------- | ------- | ---------------------------------- |
| Bergwijn 68' Wijnaldum 89' | Informe | Dimarco 6' Frattesi 20' Chiesa 72' |

#### Final
| Croàcia                                                 | 0–0 (pr.) | Espanya                                                |
| ------------------------------------------------------- | --------- | ------------------------------------------------------ |
|                                                         | Informe   |                                                        |
| Tanda de penals                                         |           |                                                        |
| Vlašić · Brozović · Modrić · Majer · Perišić · Petković | 4–5       | Joselu · Rodri · Merino · Asensio · Laporte · Carvajal |

## Lliga B
Última actualització: 28 de setembre de 2022

### Grup B1
| Equip   | Pts | PJ | PG | PE | PP | GF | GC | DG  |
| ------- | --- | -- | -- | -- | -- | -- | -- | --- |
| Escòcia | 13  | 6  | 4  | 1  | 1  | 11 | 5  | +6  |
| Ucraïna | 11  | 6  | 3  | 2  | 1  | 10 | 4  | +6  |
| Irlanda | 7   | 6  | 2  | 1  | 3  | 8  | 7  | +1  |
| Armènia | 3   | 6  | 1  | 0  | 5  | 4  | 17 | -13 |

| Equip   |     |     |     |     |
| ------- | --- | --- | --- | --- |
| Escòcia |     | 3-0 | 2-1 | 2-0 |
| Ucraïna | 0-0 |     | 1-1 | 3-0 |
| Irlanda | 3-0 | 0-1 |     | 3-2 |
| Armènia | 1-4 | 0-5 | 1-0 |     |

### Grup B2
| Equip    | Pts | PJ | PG | PE | PP | GF | GC | DG |
| -------- | --- | -- | -- | -- | -- | -- | -- | -- |
| Israel   | 5   | 4  | 2  | 2  | 0  | 8  | 6  | +2 |
| Islàndia | 3   | 4  | 0  | 4  | 0  | 6  | 6  | 0  |
| Albània  | 2   | 4  | 0  | 2  | 2  | 4  | 6  | -2 |
| Rússia   | 0   | 0  | 0  | 0  | 0  | 0  | 0  | 0  |

| Equip    |            |            |            |            |
| -------- | ---------- | ---------- | ---------- | ---------- |
| Israel   |            | 2-2        | 2-1        | cancel·lat |
| Islàndia | 2-2        |            | 1-1        | cancel·lat |
| Albània  | 2-1        | 1-1        |            | cancel·lat |
| Rússia   | cancel·lat | cancel·lat | cancel·lat |            |

### Grup B3
| Equip                | Pts | PJ | PG | PE | PP | GF | GC | DG |
| -------------------- | --- | -- | -- | -- | -- | -- | -- | -- |
| Bòsnia i Hercegovina | 11  | 6  | 3  | 2  | 1  | 8  | 8  | 0  |
| Finlàndia            | 8   | 6  | 2  | 2  | 2  | 8  | 6  | +2 |
| Montenegro           | 7   | 6  | 2  | 1  | 3  | 6  | 6  | 0  |
| Romania              | 7   | 6  | 2  | 1  | 3  | 6  | 8  | -2 |

| Equip                |     |     |     |     |
| -------------------- | --- | --- | --- | --- |
| Bòsnia i Hercegovina |     | 3-2 | 1-0 | 1-0 |
| Finlàndia            | 1-1 |     | 2-0 | 1-1 |
| Montenegro           | 1-1 | 0-2 |     | 2-0 |
| Romania              | 4-1 | 1-0 | 0-3 |     |

### Grup B4
| Equip     | Pts | PJ | PG | PE | PP | GF | GC | DG |
| --------- | --- | -- | -- | -- | -- | -- | -- | -- |
| Sèrbia    | 13  | 6  | 4  | 1  | 1  | 13 | 5  | +8 |
| Noruega   | 10  | 6  | 3  | 1  | 2  | 7  | 7  | 0  |
| Eslovènia | 6   | 6  | 1  | 3  | 2  | 6  | 10 | -4 |
| Suècia    | 4   | 6  | 1  | 1  | 4  | 7  | 11 | -4 |

| Equip     |     |     |     |     |
| --------- | --- | --- | --- | --- |
| Sèrbia    |     | 0-1 | 4-1 | 4-1 |
| Noruega   | 0-2 |     | 0-0 | 3-2 |
| Eslovènia | 2-2 | 2-1 |     | 0-2 |
| Suècia    | 0-1 | 1-2 | 1-1 |     |

Llegenda:
  Ascens a la Lliga A de la UEFA Nacions League 2024-25.
  Descendit a la Lliga C de la UEFA Nacions League 2024-25.

## Lliga C
Última actualització: 28 de setembre de 2022

### Grup C1
| Equip       | Pts | PJ | PG | PE | PP | GF | GC | DG  |
| ----------- | --- | -- | -- | -- | -- | -- | -- | --- |
| Turquia     | 13  | 6  | 4  | 1  | 1  | 18 | 5  | +13 |
| Luxemburg   | 11  | 6  | 3  | 2  | 1  | 9  | 7  | +2  |
| Illes Fèroe | 8   | 6  | 2  | 2  | 2  | 7  | 10 | -3  |
| Lituània    | 1   | 6  | 0  | 1  | 5  | 2  | 14 | -12 |

| Equip       |     |     |     |     |
| ----------- | --- | --- | --- | --- |
| Turquia     |     | 3-3 | 4-0 | 2-0 |
| Luxemburg   | 0-2 |     | 2-2 | 1-0 |
| Illes Fèroe | 2-1 | 0-1 |     | 2-1 |
| Lituània    | 0-6 | 0-2 | 1-1 |     |

### Grup C2
| Equip            | Pts | PJ | PG | PE | PP | GF | GC | DG |
| ---------------- | --- | -- | -- | -- | -- | -- | -- | -- |
| Grècia           | 15  | 6  | 5  | 0  | 1  | 10 | 2  | +8 |
| Kosovo           | 9   | 6  | 3  | 0  | 3  | 11 | 8  | +3 |
| Irlanda del Nord | 5   | 6  | 1  | 2  | 3  | 7  | 10 | -3 |
| Xipre            | 5   | 6  | 1  | 2  | 3  | 4  | 12 | -8 |

| Equip            |     | KOS |     |     |
| ---------------- | --- | --- | --- | --- |
| Grècia           |     | 2-0 | 3-1 | 3-0 |
| Kosovo           | 0-1 |     | 3-2 | 5-1 |
| Irlanda del Nord | 0-1 | 2-1 |     | 2-2 |
| Xipre            | 1-0 | 0-2 | 0-0 |     |

### Grup C3
| Equip       | Pts | PJ | PG | PE | PP | GF | GC | DG |
| ----------- | --- | -- | -- | -- | -- | -- | -- | -- |
| Kazakhstan  | 13  | 6  | 4  | 1  | 1  | 8  | 6  | +2 |
| Azerbaidjan | 10  | 6  | 3  | 1  | 2  | 7  | 4  | +3 |
| Eslovàquia  | 7   | 6  | 2  | 1  | 3  | 5  | 6  | -1 |
| Belarús     | 3   | 6  | 0  | 3  | 3  | 3  | 7  | -4 |

| Equip       |     |     |     |     |
| ----------- | --- | --- | --- | --- |
| Kazakhstan  |     | 2-0 | 2-1 | 2-1 |
| Azerbaidjan | 3-0 |     | 0-1 | 2-0 |
| Eslovàquia  | 0-1 | 1-2 |     | 1-1 |
| Belarús     | 1-1 | 0-0 | 0-1 |     |

### Grup C4
| Equip     | Pts | PJ | PG | PE | PP | GF | GC | DG  |
| --------- | --- | -- | -- | -- | -- | -- | -- | --- |
| Geòrgia   | 16  | 6  | 5  | 1  | 0  | 16 | 3  | +13 |
| Bulgària  | 9   | 6  | 2  | 3  | 1  | 10 | 8  | +2  |
| Macedònia | 7   | 6  | 2  | 1  | 3  | 7  | 7  | 0   |
| Gibraltar | 1   | 6  | 0  | 1  | 5  | 3  | 18 | -18 |

| Equip     |     |     |     |     |
| --------- | --- | --- | --- | --- |
| Geòrgia   |     | 0-0 | 2-0 | 4-0 |
| Bulgària  | 2-5 |     | 1-1 | 5-1 |
| Macedònia | 0-3 | 0-1 |     | 4-0 |
| Gibraltar | 1-2 | 1-1 | 0-2 |     |

Legenda:
  Ascens a la Lliga B de la UEFA Nacions League 2024-25.
  Admès als play-offs pel descens a la Lliga D de la UEFA Nacions League 2024-25.
  Descendit a la Lliga D de la UEFA Nacions League 2024-225.

### Play-offs de descens
Es jugarán a doble volta del 21 al 26 de març de 2023 entre els 4 últims dels grups C. Els dos perdedors de cada eliminatoria descendran a la lliga D.
Dels 4 últims, el de pitjor desempeny s'enfrentarà al de millor desempeny, mentre que el tercer del rànquing jugarà contra el segon del rànquing.
| Equip 1 | Agr. | Equip 2   | Anada | Tornada |
| ------- | ---- | --------- | ----- | ------- |
| Xipre   | 1    | Gibraltar |       |         |
| Belarús | 2    | Lituània  |       |         |

## Lliga D
Última actualització: 28 de setembre de 2022

### Grup D1
| Equip         | Pts | PJ | PG | PE | PP | GF | GC | DG  |
| ------------- | --- | -- | -- | -- | -- | -- | -- | --- |
| Letònia       | 13  | 6  | 4  | 1  | 1  | 11 | 6  | +5  |
| Moldàvia      | 13  | 6  | 4  | 1  | 1  | 10 | 6  | +4  |
| Andorra       | 8   | 6  | 2  | 2  | 2  | 6  | 7  | -1  |
| Liechtenstein | 0   | 6  | 0  | 0  | 6  | 1  | 11 | -10 |

| Equip         |     |     |     |     |
| ------------- | --- | --- | --- | --- |
| Letònia       |     | 1-2 | 3-0 | 1-0 |
| Moldàvia      | 2-4 |     | 2-1 | 2-0 |
| Andorra       | 1-1 | 0-0 |     | 2-1 |
| Liechtenstein | 0-2 | 0-2 | 0-2 |     |

### Grup D2
| Equip      | Pts | PJ | PG | PE | PP | GF | GC | DG |
| ---------- | --- | -- | -- | -- | -- | -- | -- | -- |
| Estònia    | 12  | 4  | 4  | 0  | 0  | 10 | 2  | +8 |
| Malta      | 6   | 4  | 2  | 0  | 2  | 5  | 4  | +1 |
| San Marino | 0   | 4  | 0  | 0  | 4  | 0  | 9  | -9 |

| Equip      |     |     |     |
| ---------- | --- | --- | --- |
| Estònia    |     | 2-1 | 2-0 |
| Malta      | 1-2 |     | 1-0 |
| San Marino | 0-4 | 0-2 |     |

Llegenda:
  Ascens a la Lliga C de la UEFA Nacions League 2024-2025.